# Лінден (Аризона)
Лінден (англ. Linden) — переписна місцевість (CDP) в США, в окрузі Навахо штату Аризона. Населення — 2760 осіб (2020).

## Географія
Лінден розташований за координатами 34°16′15″ пн. ш. 110°7′52″ зх. д. / 34.27083° пн. ш. 110.13111° зх. д. (34.270838, -110.131088). За даними Бюро перепису населення США в 2010 році переписна місцевість мала площу 78,95 км², з яких 78,94 км² — суходіл та 0,01 км² — водойми.

## Демографія
Згідно з переписом 2010 року, у переписній місцевості мешкало 2597 осіб у 1001 домогосподарстві у складі 785 родин. Густота населення становила 33 особи/км². Було 1468 помешкань (19/км²).
Расовий склад населення:
| - 93,1 % — білих - 2,0 % — корінних американців - 0,5 % — азіатів - 0,3 % — чорних або афроамериканців - 0,1 % — вихідців з тихоокеанських островів - 2,0 % — осіб інших рас |

До двох чи більше рас належало 1,9 %. Частка іспаномовних становила 6,2 % від усіх жителів.
За віковим діапазоном населення розподілялося таким чином: 23,2 % — особи молодші 18 років, 57,1 % — особи у віці 18—64 років, 19,7 % — особи у віці 65 років та старші. Медіана віку мешканця становила 48,4 року. На 100 осіб жіночої статі у переписній місцевості припадало 99,9 чоловіків; на 100 жінок у віці від 18 років та старших — 99,3 чоловіків також старших 18 років.
Середній дохід на одне домашнє господарство становив 68 783 долари США (медіана — 47 944), а середній дохід на одну сім'ю — 84 118 доларів (медіана — 54 875). Медіана доходів становила 46 866 доларів для чоловіків та 31 719 доларів для жінок. За межею бідності перебувало 8,7 % осіб, у тому числі 3,1 % дітей у віці до 18 років та 4,4 % осіб у віці 65 років та старших.
Цивільне працевлаштоване населення становило 948 осіб. Основні галузі зайнятості: роздрібна торгівля — 24,5 %, освіта, охорона здоров'я та соціальна допомога — 18,8 %, будівництво — 18,6 %.